# 廖永忠
廖 永忠（りょう えいちゅう、1323年 - 1375年）は、元末明初の軍人。本貫は無為州巣県。朱元璋に仕えて、明建国の功臣となった。兄の廖永安も朱元璋に仕えて、彼の勢力拡大に貢献した。

## 生涯
| 姓名         | 廖永忠                                                                         |
| 時代         | 元代 - 明代                                                                    |
| 生没年       | 1323年（至治3年） - 1375年（洪武8年）                                          |
| 字・別名     | -                                                                              |
| 本貫・出身地 | 無為州巣県                                                                     |
| 職官         | 枢密僉院→中書省右丞→中書平章政事 →征南副将軍→同知詹事院事→征南将軍 →征西副将軍 |
| 爵位         | 徳慶侯（明）                                                                   |
| 諡号         | -                                                                              |
| 陣営・所属   | （独立勢力）→朱元璋                                                            |
| 家族・一族   | 兄:廖永安、子:廖権                                                             |

兄の廖永安、同志の兪廷玉・兪通海・兪通源・兪通淵父子・趙普勝らと共に巣湖に割拠し、水船は1千艘を有する勢力を持っていた。1355年5月、和陽にいた朱元璋は河を渡ろうとしたが、船が1艘もなかった。廖永安らに従って朱元璋に服属を申し出た。その時、朱元璋は「お前は富貴を望んでいるのか？」と尋ねた。廖永忠は「明主を得て、戦乱を取り除き、名を竹帛に残すことを望んでいます」と答えた。朱元璋は大変喜んだ。これにより、朱元璋軍は水軍を有することとなった。その後、趙普勝は叛いて、朱元璋の元を去った。
廖永安の副将として、水軍を率いて河を渡り、采石・太平を攻略し、陳埜先を捕らえた。
1356年3月、兪通海・廖永安と共に蛮子海牙・陳兆先を撃ち、集慶に入った。鎮江・常州・池州及び江陰の海賊討伐において、功績をあげた。
1358年、廖永安が張士誠に捕われたため、その職と軍を引き継ぎ、枢密僉院となった。
1359年4月、兪通海と共に樅陽の水寨を攻め、趙普勝を大破し、池州を回復した。陳友諒が安慶を攻略した。廖永忠は水塞を破り、安慶を回復した。江州を攻めた際、城が堅固だったため、船尾で橋を作り、これを天橋と名付けた。風に乗って、船を倒し、それを伝って城内に侵入した。これにより、江州を攻略した。中書省右丞に進んだ。
1363年7月、南昌・安豊の救援に向い、鄱陽湖の戦いに参加した。陳友諒軍の張定辺が朱元璋の座乗船に肉迫してきた。常遇春が張定辺に矢を放ち、廖永忠も救出に向かい、さらに矢を浴びせかけた。張定辺は体に1百余りの矢を受け、多くの兵が戦死した。兪通海らと7艘の船に葦などを載せて、敵船団に侵入して放火した。風に乗って火は燃え広がり、敵船数百を焼き払った。その後、6艘の船のうちの1艘に乗り、敵船団へ深く侵入して力戦した。これにより、朱元璋軍の士気は上がり、陳友諒軍の士気は下がった。戦いは陳友諒の戦死により、朱元璋軍の勝利に終わった。
1364年、陳友諒の後を継いだ陳理討伐に参加した。兵を分け、江中に船を連ねて、敵軍の出入りを絶った。陳理は降伏し、朱元璋は応天に戻った後、牌書にて『功超群将、智邁雄師』という八字を授け、これを門に懸けた。徐達に従って、淮東を攻めた。張士誠は海安に水軍を率いて迎撃に出させた。廖永忠は水寨で防御に努めた。その間に徐達は淮東諸郡を攻略することができた。張士誠討伐で徳清・平江を攻略した。この功により、中書平章政事に進んだ。
1366年、朱元璋の命により、保護していた韓林児を応天に迎えるための使いとなる。応天への途上、韓林児の乗船が転覆し、韓林児は溺死してしまう。一説では朱元璋より、暗殺の命を受けていたといわれる。
1367年10月、征南副将軍として湯和に従い、方国珍を討伐し、これを降す。続いて福州に侵攻する。
1368年（洪武元年）、同知詹事院事となる。閩中諸郡を攻略し、延平に至った。陳友定を破り、これを捕らえた。征南将軍となり、朱亮祖を副将として、広東を攻めた。元の左丞の何真に書を送り、利害を説いて降伏を勧めた。東莞に至り、何真は属吏を率いて出迎え、降伏の意を示した。広州に至り、盧左丞を降した。海賊の邵宗愚を捕らえ、その部下たちを斬った。これに広州の人々は大いに喜んだ。九真・日南・珠崖・儋耳の30余りの城を落とした。広西へ進み、梧州へ至った。達魯花赤を降し、兵を率いて南寧・象州を降した。廖永忠は民衆をよく慰撫していたため、民衆からの支持は高かった。その恩恵を忘れぬために祠を立てるほどだった。
1369年（洪武2年）9月、応天に帰還した。朱元璋は皇太子及び百官を引き連れ、龍江まで出向いて、これを迎えた。泉州・漳州を鎮撫した。
1370年（洪武3年）、徐達に従い、北伐に参加した。チャガンノール（察罕脳児）で勝利した。帰還後、徳慶侯に封じられ、食禄1千5百石を賜った。
1371年（洪武4年）正月、征西副将軍として、湯和に従い、夏討伐を行った。先発して、旧夔州に向かい、守将の鄒興を破り、瞿塘峡へ進んだ。瞿塘は山は険しく、水の流れは急な難所であった。さらに敵軍は鉄鎖の橋を設けて、船の進行を阻んだ。廖永忠は密かに数百人に食糧を入れた水筒を持たせ、小舟を担いで山を越えて、上流へと辿り着いた。このあたりの山は草木が多いため、将兵に青い蓑を着させて、1列になって崖の石間を進ませた。そして夜に2軍に分けて、水陸の砦を攻略させた。明け方、既に攻略した砦と水軍で挟撃を行った。油断していた敵軍は大敗し、鄒興も戦死した。その後、湯和と分かれて進み、重慶で合流した。その後、夏の君主明昇は降伏した。軍には略奪を禁止し、兵士が民の茄子を取った際には、直ちにこれを斬った。民に優しく接したので、民衆は大いに喜んだ。子弟に書を持たせ、成都の民衆にもこれを知らせた。こうして四川地方は平定された。帝制『平蜀文』には『傅一廖二』という言葉で、その功績が記された。
1372年（洪武5年）、北征してカラコルム（和林）に至った。
1373年（洪武6年）、海上で倭寇と戦い、これを捕らえて応天へ帰還した。
1375年（洪武8年）3月、朱元璋より死を賜り、53歳で亡くなった。